# Gemma Espigares i Tribó
Gemma Espigares i Tribó (Lleida, 1988) és una infermera, investigadora i política catalana.
És Tècnica Superior en Dietètica, Graduada en Infermeria per la Universitat de Lleida i Màster en Recerca en Salut. Fou presidenta del Consell de l'Estudiantat de les Universitats Catalanes entre els anys 2012 i 2014 i ha participat en processos d'avaluació de les universitats de diferents agències com ara l'Agència per a la Qualitat del Sistema Universitari de Catalunya. Entre 2015 i 2017 va gaudir d'una beca d'investigació predoctoral i al 2020 es va doctorar a l'Institut Nacional d'Educació Física de Catalunya a la Universitat de Lleida.
Ha estat voluntària de Creu Roja. A les eleccions al Parlament de Catalunya de 2017 fou escollida com a diputada amb la llista d'Esquerra Republicana de Catalunya-Catalunya Sí. Va ser portaveu d'Esquerra a la Comissió de Salut del Parlament. El 2020 degut a l'animadversió generada entre les bases per les seves actuacions tot i la intensa campanya que va dur a terme, va ser relegada per la militància quedant en 3r lloc en les eleccions primàries del Segrià, veient-se obligada a finalitzar la seva trajectòria parlamentària ja que no podia presentar-se a les eleccions al Parlament de 2021.
Al 2021 es va col·legiar i va començar a exercir com a infermera.
Aquell mateix any fruit de l' acord de govern entre Junts per Reus, Esquerra Republicana de Catalunya i Ara Reus a l' Ajuntament de Reus  va ser nomenada d' urgència com a gerent del CMQ , de titularitat municipal, en una decisió molt criticada per la nul·la experiència en gestió i en salut que requeria el càrrec.
Un any després va ser ratificada com a gerent del CMQ pel ple de l' Ajuntament tot i el dèficit acumulat en aquell moment de 2 milions d' euros i el vot contrari en bloc de tota l' oposició del consistori reusenc.
No va ser suficient per mantenir-la en el càrrec el pacte de govern 2023-2027 entre PSC-CP, ERC-AM i ARA - PL i l' any 2024 la situació generada per un tancament en el 2023 de 400.000 euros de dèficit esdevingué totalment insostenible.
Va ser relegada del càrrec al juny del 2024.
Actualment continua de professora a la UdL posició que no havia deixat mentre va ser gerent a Reus.